# Ганс Рюле фон Лілієнштерн
Ганс Ервін Рюле фон Лілієнштерн (нім. Hans Erwin Rühle von Lilienstern; 20 червня 1884, Страсбург — 13 серпня 1966, Карлсруе) — німецький офіцер, генерал-лейтенант вермахту.

## Біографія
Син таємного будівельного радника Александера Рюле фон Лілієнштерна і його дружини Анни, уродженої Дегнер. Солодший брат генерал-лейтенанта Курта Рюле фон Лілієнштерна.
1 березня 1904 року вступив в Прусську армію, служив в артилерії. Учасник Першої світової війни. Після демобілізації армії залишений в рейхсвері. 29 березня 1920 року звільнений у відставку. 9 квітня 1920 року вступив в поліцію. 15 жовтня 1935 року перейшов у вермахт і призначений командиром 103-го піхотного полку на полігоні в Ордруфі.
З 1 травня 1937 року — інспектор поповнення в Кенігсберзі. 1 квітня 1942 року відправлений в резерв. 30 червня 1942 року звільнений у відставку. 30 серпня 1945 року арештований радянською окупаційною владою. 20 жовтня 1945 року звільнений.

## Звання
- Фанен-юнкер (1 березня 1904)
- Фенріх (18 жовтня 1904)
- Лейтенант (18 серпня 1905)
- Оберлейтенант (18 лютого 1913)
- Гауптман (24 грудня 1914)
- Майор запасу (29 березня 1920)
- Майор поліції (9 квітня 1920)
- Оберстлейтенант поліції (1 травня 1924)
- Оберст поліції (15 серпня 1930)
- Генерал-майор (1 січня 1937)
- Генерал-лейтенант запасу (1 серпня 1939)
- Генерал-лейтенант (1 лютого 1941)

## Нагороди
- Залізний хрест 2-го і 1-го класу
- Почесний хрест ветерана війни з мечами
- Медаль «За вислугу років у Вермахті» 4-го, 3-го, 2-го і 1-го класу (25 років)